# Żółw i zając (film)
Żółw i zając (ang. Tortoise and the Hare) – amerykański krótkometrażowy film animowany z 1935 roku Walta Disneya wyreżyserowany przez Wilfreda Jacksona. Oparty na baśni Ezopa o tej samej nazwie. Zdobył Oscara w 1934 roku za najlepszy krótkometrażowy film animowany. Film z serii Silly Symphonies.

## Obsada
- Eddie Holden jako Żółw Toby
- Ned Norton jako Zając Max

## Wersja polska
W Polsce film został wydany na DVD.